# Kura (Nigeria)
Kura est une zone de gouvernement local de l'État de Kano au Nigeria,.

## Source
- (en) Cet article est partiellement ou en totalité issu de l’article de Wikipédia en anglais intitulé « Kura, Nigeria » (voir la liste des auteurs).